# All My Babies
All My Babies is een Amerikaanse documentaire uit 1953. Het had de functie om verloskundigen uit te leggen wat ze moeten doen tijdens een bevalling. De film werd in 2002 opgenomen in de National Film Registry.